# Струговщиков, Александр Степанович
Александр Степанович Струговщиков (1778, Санкт-Петербург — не ранее 1818) — русский писатель и переводчик по философии, сотрудник журналов.

## Биография
Родился в 1778 году в семье педагога Степана Борисовича Струговщикова.
С 1792 года учился в Петришуле. В 1795 году начал службу канцеляристом в Государственном заёмном банке, где прослужил до января 1797 года; 31 декабря того же года был определён в 3-й департамент Сената, где служил с небольшим перерывом (январь 1798 — март 1800 — перевод в 1-й департамент Сената) до 9 марта 1805 года.
С 16 марта 1806 по 29 октября 1810 — сотрудник Императорской библиотеки, где занимался разборкой книг и подготовкой библиотеки к открытию. В 1810 году в связи с введением нового штата, был отчислен от службы «без пенсии, как человек состоятельный». В 1805 году имел чин надворного советника.
С 1818 года был правителем канцелярии Департамента внешней торговли, заняв эту должность «по хорошему знанию» французского и немецкого языков. 

## Литературное творчество
Занимался литературным переводом; публиковаться начал с 1793 года: его небольшие оригинальные литературные произведения — миниатюры, были напечатаны в «Петербургском Меркурии».

## Произведения, сочинения, статьи
- «Основания или существенные правила философии, политики и нравственности», ч. І, соч. Вейсса, перев. с франц. языка (СПб., 1807)
- «Насмешка» и «Ошибка» («Петербургский Меркурий»[1], 1793. Ч. II, май. — С. 142)
- «Краткое известие о Новой Голландии», из записок Гунтера[англ.], перев. («Петербургский Меркурий», 1793. Ч. III, июль. — С. 41)
- «Разум и безумие», («Петербургский Меркурий», 1793. Ч. ІV, октябрь. — С. 86)
- Суждение о Бонапарте // Сын Отечества : исторический и политический журнал. — СПб.: В тип. В. Плавильщикова, 1812. — Т. 1, № 1, 2, 3, 4. Архивировано 4 марта 2016 года.
- Из 2-й части соч. Вейса. Познание человека // Сын Отечества : исторический и политический журнал. — СПб.: В тип. В. Плавильщикова, 1818. — Т. 46, № 24, 25.